# Teatr Enigmatic KUL
Teatr Enigmatic KUL (także: Teatr Słowa, Teatr Wizualny) – lubelska grupa teatralna założona w 1980 Od 2004 funkcjonuje pod obecną nazwą. 

## Historia
Twórcą i pomysłodawcą teatru był lubelski artysta malarz Andrzej Piwowarczyk (1954-2008). Obecnie teatr kierowany jest przez Alicję Jachiewicz-Szmidt.
Specyfiką spektakli teatru „Enigmatic” jest ich forma - dopasowana do konwencji danego przedstawienia. Każdy spektakl poprzedzony jest ciągiem przygotowań w celu uzyskania jak największej precyzji i doskonałości formalnej wystawianych sztuk, by widz miał wrażenie obcowania z dziełem zamkniętym w pewną całość. 
Repertuar teatru to dramaty sceniczne i przedstawienia plenerowe, których inscenizacje mają za zadanie ukazywać prawdę o człowieku i starać się zdefiniować istotę rzeczywistości. 
Wachlarz gatunkowy wystawianych dramatów jest bardzo szeroki. Od sztuk obyczajowych, poprzez poetyckie, po teatr absurdu.

## Realizacje
- Przy drzwiach zamkniętych (2000/2001/2018)
- Wybrzeża pełne ciszy (2001/2002)
- Do Damaszku (2002/2003)
- Dziejba leśna (2003/2004)
- Marzyciele (2004/2005)
- Miłość i gniew (2005/2006)
- Witkacy (2006/2007)
- Bracia Karamazow (2007/2008)
- Pasja (2008/2009)
- Niedźwiedź (2009/2010)
- Zbrodnia i kara (2010/2011)
- Boeing Boeing (2014)
- Wariacje dell'arte (2018)
- Pierwsza lepsza (2018/2019)

W latach 2002 – 2005 w ramach teatru funkcjonował kabaret „Teatralna Piwnica Artystyczna”.